# Château de Combray
Le site du château de Combray est situé dans la commune de Fauguernon dans le département du Calvados et la région Normandie, chemin de Rocques.

## Historique
Le château actuel date du milieu du XIXe siècle.
Le colombier, le portail et la tourelle jointe de la ferme située à 500 m au nord-est sont inscrits au titre des Monuments historiques depuis le 4 octobre 1972.